# Culex hepperi
Culex hepperi är en tvåvingeart som beskrevs av Casal och Mauricio Garcia 1967. Culex hepperi ingår i släktet Culex och familjen stickmyggor. Inga underarter finns listade i Catalogue of Life.